# شیلدا
شیلدا (به آلمانی: Schilda) یک شهر در آلمان است که در البه-الشتر واقع شده‌است. شیلدا ۵۳۰ نفر جمعیت دارد.